# 2709 Саган
2709 Саган (2709 Sagan) — астероїд головного поясу, відкритий 21 березня 1982 року.
Тіссеранів параметр щодо Юпітера — 3,665.
Названо на честь американського астрофізика Карла Сагана